# Мирјана Булатовић
Мирјана Булатовић (Ловћенац, 19. јун 1958) српска је књижевница и песникиња. Аутор је више од двадесет књига поезије и прозе за одрасле и за децу, а објавила је и три књиге превода руске поезије. Члан је Удружења књижевника Србије, где је једно време била секретар и уредник Трибине „Француска 7”, као и Удружења за културу, уметност и међународну сарадњу „Адлигат”, у статусу почасног члана оснивача.

## Биографија
Мирјана Булатовић рођена је 19. јуна 1958. године у Ловћенцу, код Врбаса. Гимназију је завршила у Србобрану, а потом је у Новом Саду дипломирала књижевност на Филозофском факултету. Своју каријеру отпочела је као новинар и лектор у Подгорици, затим је наставила у Новом Саду, а током 1985. и 1986. године живела је и радила и у Лондону. Крајем 1988. боравила је у Манастиру Враћевшници, што је у неколико наврата описала као духовни препород. Након четири месеца живота са монасима, Мирјана се 1989. преселила у Београд, где  и данас живи и ради.
Почетком 2001. године одабрана је за уредника Трибине „Француска 7” Удружења књижевника Србије, чији је члан од 1987. године. У Удружењу је једно време радила и као секретар.  
Током 2002. године уређивала је односе са јавношћу у „Гутенберговој  галаксији”. Поводом своје књиге „Ђаво у праху”, током 2004. године одржала је око две стотине предавања на тему наркоманије. Овом књигом Министарство вера Републике Србије, у сарадњи са Министарством просвете, отпочело је акцију заштите младих од болести зависности.
Била је уредник дечјих страна у часопису Источник Српске православне Епархије канадске. За дечје Позориште „Пуж” и Бранка Коцкицу саставила је бројне стихове (сонгове).
Као почасни члан оснивач Удружења за културу, уметност и међународну сарадњу „Адлигат” била је иницијатор оснивања легата породице Бешевић.
Добитница је, поред осталих, Награде „Змајеве дечје игре”, за изузетан стваралачки допринос савременом изразу у књижевности за децу, те Награде „Златно перо Русије” „за висок ниво књижевних превода“. 
Песме Мирјане Булатовић објављене су у многим домаћим и страним антологијама. Владимир Јагличић, у уводу своје антологије Када будемо трава (1998), истиче: „У савременој српској поезији, после смрти Десанке Максимовић, међу женама предњачи Мирјана Булатовић. Њена, мушки отворена поезија, каткад има лепоту призваног анђела.“.

## Дела (библиографија)
Мирјана Булатовић аутор је више од тридесет књига поезије и прозе за одрасле и за децу, од којих су неке од њих:
- Стопало на дну света, поезија; Матица српска, Нови Сад, 1984;
- Молитва Хуане Инес од Крста, поезија; Дневник, Нови Сад, 1987;
- Прасведок, поезија; Нолит, Београд, 1990;
- Ђаво у праху – исповести наркомана, А-Ш дело, Београд, 1991; Гутенбергова галаксија, Београд 2002. (друго, допуњено издање); Завет, Београд, 2004. (допуњено, треће и четврто издање);
- Будући древни народе, поезија; Научна књига, Београд, 1993;
- Песме за дипломирану децу, Књижевна заједница Новог Сада, 1994;
- Песме за дипломирану децу, друго, допуњено издање, Нови Сад,1995;
- Хотел Земља, поезија; Купола, Београд, 1995;
- Лепа села лепо горе (записи са снимања истоименог филма, уз истините ратне приче) – четири издања, 1995. и 1996;
- Хеј, ванземаљци!, поезија за децу; Матица српска, Нови Сад, 2000;
- Поправни дом за родитеље, поезија за децу; Рад, Београд, 2001;
- Хитна књига, поезија за децу; Просвета, Београд, 2003. године; друго издање – Просвета, 2004;
- Салон за негу душа, поезија; Итака, Београд, 2005; друго издање – Артист, Београд, 2006;
- Ко је ставио мирис у лук? – изабране мисли дечака Матије (бележене током пет и по година дечаковог одрастања), Београд, 2005;
- Школа љубави, поезија за децу; Завет, Београд, 2006. године; друго издање – Прво слово, Београд, 2007;
- Романчић о поштењу, проза за децу; Завод за уџбенике, Београд, 2008;
- Хвала аутобусу који није дошао, проза за децу; Артист, Београд, 2008;
- Велике мисли малих људи, записи; Источник, Торонто, 2008;
- Сањао сам да ми гори школа, поезија за децу; Граматик, Београд, 2010;
- Смрт је моја кратког века, поезија; Граматик, Београд, 2010;
- Споне, поезија; двојезично, руско-српско издање, Москва – Београд, 2010;
- Чудна лица пословица, проза за децу, српско-енглеско издање; Источник, Торонто, 2011;
- Чудна лица пословица, преуређено издање; Флавијан, Љубовија, 2016;
- Ако је неком срце стало, поезија; Граматик, Београд, 2017;
- Стонога Елвира тражи педикира – Изабране и нове песме за децу и безазлене, Фондација РШУМ, Београд, 2020.

Са руског језика превела је један позоришни комад и три књиге поезије, а шездесет њених песама уврштено је у тротомну „Антологију српског песништва” др Андреја Базилевског, из Института за светску књижевност Руске академије наука и уметности.
Други програм Радио Београда је 2005. године, у „Антологији песника" Драгомира Брајковића, начинио звучни запис песама које говори песникиња, у трајању од педесет минута, а за Интерплов из Лондона начињен је 2009. године звучни запис књиге песама за децу Сањао сам да ми гори школа.